# Izabela Lewandowska-Malec
Izabela Teresa Lewandowska-Malec (ur. 2 sierpnia 1962 w Krakowie) – polska prawnik i polityk, nauczyciel akademicki, samorządowiec, adwokat, doktor habilitowany nauk prawnych, profesor nadzwyczajny Uniwersytetu Jagiellońskiego, specjalistka w zakresie historii prawa polskiego.

## Edukacja
W 1997 na podstawie napisanej pod kierunkiem Stanisława Płazy rozprawy pt. Ludowładztwo czy samorządność? Z dziejów rad narodowych w latach 1944–1989 otrzymała na Wydziale Prawa i Administracji Uniwersytetu Jagiellońskiego stopień naukowy doktora nauk prawnych w zakresie prawa, specjalność: historia państwa i prawa. Tam też uzyskała w 2009 stopień doktora habilitowanego nauk prawnych w zakresie prawa, specjalność: historia prawa polskiego. Została profesorem nadzwyczajnym Wydziału Prawa i Administracji UJ zatrudnionym w Katedrze Historii Prawa Polskiego. Została również adwokatem.

## Kariera polityczna
W latach 1990–1998 i 2002–2006  była radną gminy Świątniki Górne, a w kadencji 1990–1994 obejmowała stanowisko Wójta Gminy. W latach 1998–2002 była radną powiatu krakowskiego, gdzie pełniła funkcję przewodniczącej Komisji Statutowej.
W pierwszej dekadzie XX wieku była członkiem Prawa i Sprawiedliwości. W sierpniu 2004 roku Lewandowska została oskarżona przez ówczesnego burmistrza Świątników Górnych, Jerzego Batki, o zniesławienie popełnione za pomocą środków masowego komunikowania, za co została skazana przez polski sąd na karę grzywny i obowiązek przeproszenia burmistrza. Przez wiele lat Lewandowska odwoływała się od wyroku. W 2012 roku Europejski Trybunał Praw Człowieka rozstrzygnął na jej korzyść sprawę.
W wyborach parlamentarnych w 2015 bezskutecznie kandydowała do Sejmu RP z listy komitetu wyborczego Kukiz’15 w okręgu wyborczym nr 13 (Kraków II – Skawina, Olkusz, Krzeszowice), uzyskała 2263 głosy, co stanowiło 0,42% głosów oddanych w okręgu.
W 2018 w trakcie kryzysu wokół Sądu Najwyższego w Polsce zgłosiła swoją kandydaturę na sędziego Sądu Najwyższego.

## Wyniki wyborcze
| Wybory | Komitet wyborczy | Komitet wyborczy | Organ              | Okręg | Wynik        |
| ------ | ---------------- | ---------------- | ------------------ | ----- | ------------ |
| 2015   |                  | KWW Kukiz’15     | Sejm VIII kadencji | nr 13 | 2263 (0,42%) |